# Palestine Railways

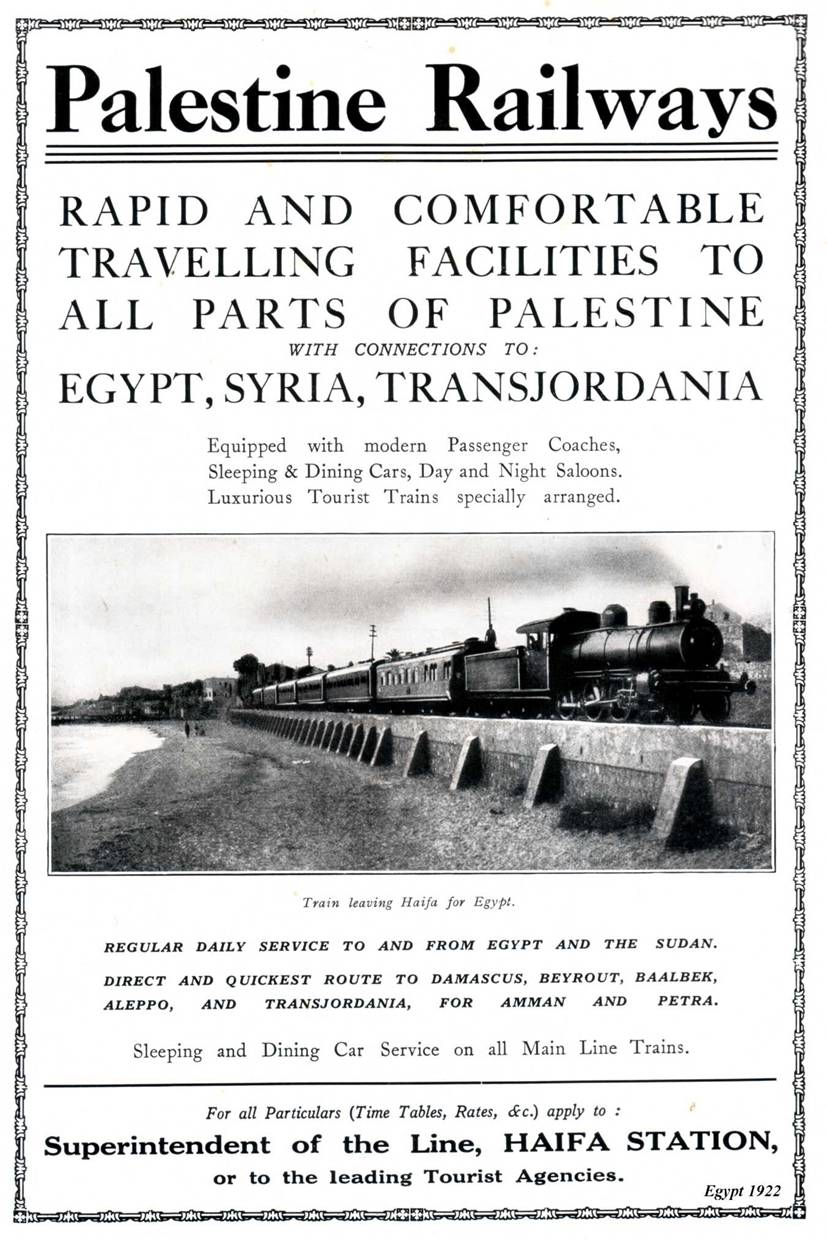
Reclameposter uit 1922

Palestine Railways (Hebreeuws: מְסִלּוֹת הַבַּרְזֶל הַפָּלֶשְׂתִּינָאִיּוֹת (א״י), Məsillōt ha-Barzel ha-Palestīnaʾijjōt (A"J), Arabisch: سكة حديد فلسطين, sikat ḥadīd filasṭīn) was tussen 1920 en 1948 de spoorwegmaatschappij van het Mandaatgebied Palestina.
De eerste spoorlijn in het Midden-Oosten was de lijn van Jaffa naar Jeruzalem. Deze lijn werd in 1892 geopend op initiatief van de Joodse zakenman Joseph Navon uit Jeruzalem. Deze lijn werd met Frans kapitaal aangelegd door de Société du Chemin de Fer Ottoman de Jaffa à Jérusalem et Prolongements. Tijdens de Eerste Wereldoorlog werd dit bedrijf als vijandig vermogen genationaliseerd door het Ottomaanse Rijk. In 1920 richtten de Britten tijdens hun mandaat over Palestina de Palestine Railways op, die de spoorlijnen in het mandaatgebied exploiteerde. Palestine Railways bestond tot het einde van het Britse mandaat in 1948.
De Britse overheid investeerde weinig in Palestine Railway omdat het mandaat als een tijdelijke aangelegenheid werd gezien. De spoorwegen in Palestina hadden zwaar te lijden onder sabotage-acties van Arabische en Joodse zijde. Ten tijde van de Arabisch-Palestijnse opstand werd door de Arabieren een groot aantal aanslagen gepleegd, met als dieptepunt het jaar 1938, toen 700 aanslagen werden gepleegd. Na de Tweede Wereldoorlog werden de aanslagen met name van Joodse kant gepleegd. Het aantal aanslagen was zo groot, dat al in 1945 alleen nog overdag werd gereden.
Met de onafhankelijkheid van Israël in 1948 ging de exploitatie van de spoorwegen over naar Israel Railways.